# Kai Wegner
Pour les articles homonymes, voir Wegner.
Kai Wegner, né le 15 septembre 1972 à Berlin-Ouest, est un homme politique allemand, membre de l'Union chrétienne-démocrate (CDU). Il est membre du Bundestag de 2005 à 2021 et bourgmestre-gouverneur de Berlin depuis le 27 avril 2023.

## Biographie
Fils d'un ouvrier du bâtiment, Kai Wegner grandit dans le quartier de Spandau. Après avoir fréquenté le lycée Hans Carossa d'Hakenfelde, il effectue son service militaire de 1993 à 1994 avant de suivre un apprentissage de vendeur d'assurances, qu'il termine en 1997. Il travaille ensuite au service commercial d'une compagnie d'assurances avant d'intégrer en 1999 une entreprise de construction en tant que chef de projet en relations publiques. De 2002 à 2012, il travaille comme consultant indépendant en management à Berlin. De 2017 à 2020, il est président honoraire de l'association régionale DLRG à Berlin.
Kai Wegner appartient à l'aile conservatrice de la CDU.
De 1995 à 1999, Kai Wegner est membre de l'Assemblée des délégués de l'arrondissement de Spandau. En 1999, il est élu député de la Chambre de Berlin.
Tête de liste de la CDU aux élections régionales de 2023 à Berlin, il mène une campagne insistant en particulier sur l'augmentation des effectifs de la police et une politique en faveur des automobilistes.
Il arrive en tête avec 28,23 % des voix et négocie un accord de coalition avec le SPD, qui a choisi de se tourner vers la droite plutôt que vers ses anciens partenaires de gauche (Verts et Die Linke), avec lesquels il disposait pourtant d'une majorité.